# Pannonische Tiefebene
Koordinaten: 47° N, 19° O

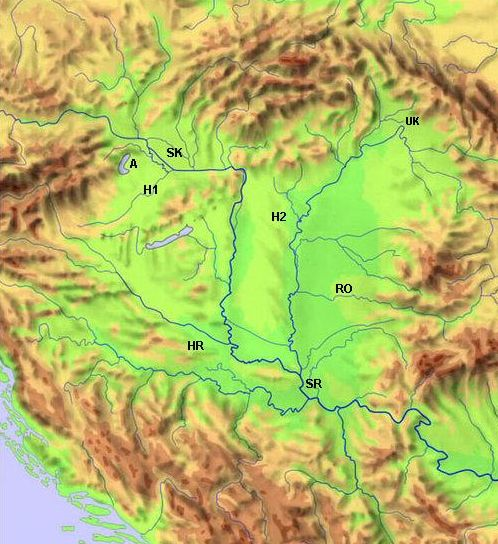
Links Kleine Ungarische Tiefebene (Ländersymbole A, H1, SK), mittig Große Ungarische Tiefebene (H2) mit Batschka/Banat (HR, SR, RO)

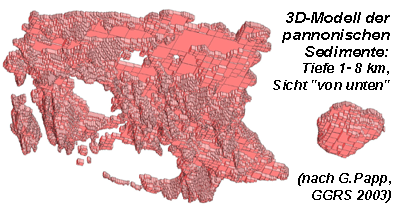
Sedimente des Pannonischen Beckens „von unten“ gesehen

Die Pannonische Tiefebene (auch Pannonisches Becken oder Karpatenbecken) ist eine ausgedehnte Tiefebene im südlichen Ostmitteleuropa, die vom Mittellauf der Donau und vom Unterlauf der Theiß durchquert wird. Das Becken liegt großteils in Ungarn, doch haben sieben weitere Staaten Anteil daran. Geologisch hängt es mit dem (viel kleineren) Wiener Becken und der Gebirgsbildung des Karpatenbogens zusammen.
Die Tiefebene ist – durch die Karpaten separiert – der westlichste Teil des eurasischen Steppengürtels, einer Vegetationszone, die im Osten bis in die Mongolei reicht.

## Herkunft des Namens
Das Bestimmungswort des Begriffs „Pannonien“ leitet sich ursprünglich von der römischen Provinz Pannonia her, die aber geographisch etwas ausgedehnter war als die eigentliche Tiefebene innerhalb dieser Provinz. Der Name Pannonia wurde auch in nachrömischer Zeit für die Region (bzw. Teile der Region) verwendet. Während aber das historische Gebiet westlich der Donau liegende Gebiete Ungarns sowie angrenzende Gebiete Österreichs, Sloweniens und Kroatiens umfasste, bezieht sich der Begriff „Pannonische Tiefebene“ auf die gesamte Beckenlandschaft innerhalb des Karpatenbogens. Von der ungarischen Geographie wird daher der Begriff „Karpatenbecken“ (ung.: Kárpát-medence) bevorzugt, während die meisten Sprachen der Region den Begriff „Pannonische Tiefebene“ verwenden.

## Gliederung
Das Ungarische Mittelgebirge (beim Donauknie) teilt sie in einen kleineren Westteil (Kleine Ungarische Tiefebene) und einen größeren Ostteil (Große Ungarische Tiefebene), zu dem morphologisch auch die im Süden angrenzenden Gebiete der Batschka, Syrmiens und des Banats gehören. Die Pannonische Tiefebene erstreckt sich von West nach Ost über fast 400 Kilometer; und von Nord nach Süd dehnt sie sich über fast 300 Kilometer aus.
Geologisch stellt die Tiefebene eines der großen Sedimentbecken Europas dar, dessen bis 8 km mächtige Ablagerungen von der Paratethys in einer vom frühen Tertiär bis zum Pliozän andauernden Senkungsperiode gebildet wurden. Hauptsächlich entstand die Beckenfüllung im Miozän – in dem nach Pannonien benannten Zeitabschnitt Pannon vor 5–10 Millionen Jahren, als das Meer austrocknete, das diesen Raum bisher eingenommen hatte. Die Pannonische Tiefebene wird von den Gebirgszügen der Alpen (östliche Ausläufer), der Karpaten, des Balkangebirges und der Dinarischen Alpen umringt.
Politisch gehört die Pannonische Tiefebene heute zu acht verschiedenen Staaten. Sie umfasst den größten Teil Ungarns, den Ostrand Österreichs (nördliches Burgenland mit Seewinkel, Rand des Wiener Beckens), die südlichen Tiefländer der Slowakei (Umgebung von Bratislava, die Donau-Schüttinseln und das ostslowakische Tiefland um Košice), das Kreischgebiet und das Banat im Westen Rumäniens, Syrmien und die Batschka im Norden Serbiens, den slawonischen (Nord-)Osten Kroatiens, den äußersten Nordosten Sloweniens (Prekmurje) und den äußersten Westen der Ukraine (Oblast Transkarpatien).

## Potentielle natürliche Vegetation
Die potentielle natürliche Vegetation wären lichte Steppenwälder des Verbandes Acer tatarici-Quercion auf Löss. In diesen im Mosaik mit Rasengesellschaften vorkommenden Wäldern dominiert der 15 m hohe, laubwerfende Tatarische Steppen-Ahorn (Acer tataricum) bei weitem. Es kommen aber auch der Feldahorn (Acer campestre), sowie diverse Eichenarten vor. Diese sind: Die Stieleiche (Quercus robur subsp. pedunculiflora), die Traubeneiche (Quercus petraea subsp. polycarpa), die Zerreiche (Quercus cerris), die Flaumeiche (Quercus pubescens) und die Ungarische Eiche (Quercus frainetto). Weniger häufig vertreten in diesen Wäldern sind die Silber-Linde (Tilia tomentosa), die Feldulme (Ulmus minor) und die Gemeine Esche (Fraxinus excelsior).
Die potentielle natürliche Vegetation ist gegenwärtig praktisch nirgendwo mehr anzutreffen.

## Refugium
Die das östliche Becken umschließenden Karpaten entwickelten während der letzten Kaltzeit teilweise keinen Permafrostboden und konnten daher einen waldreichen Refugialraum für viele heute in Europa heimische Tier- und Pflanzenarten bewahren. Der Erhalt vieler Unterarten spielte neben den beiden anderen großen Refugialräumen auf der Iberischen Halbinsel und Italien für die Wiederbesiedelung Europas zu Beginn des Holozäns und dessen daraus resultierende Biodiversität eine bedeutende Rolle.